# رفتارگرایی (فلسفه)
رفتارگرایی (به انگلیسی: Behavioralism) رویکردی در فلسفه علم است که دامنه حوزه‌هایی را که اکنون علوم رفتاری نامیده می‌شوند، توصیف می‌کند؛ این رویکرد تا اواخر قرن بیستم بر این حوزه تسلط داشت. رفتارگرایی تلاش می‌کند رفتار انسان را از دیدگاهی بی‌طرفانه توضیح دهد و تنها بر آنچه که می‌توان با مشاهده مستقیم، ترجیحاً با استفاده از روش‌های آماری و کمی، تأیید کرد، تمرکز می‌کند. با این کار، تلاش‌ها برای مطالعه پدیده‌های درونی انسان مانند شناخت، کیفیت‌های ذهنی یا رفاه انسان را رد می‌کند. رد این الگو به‌عنوان الگویی محدودکننده منجر به ظهور رویکردهای شناختی در اواخر قرن بیستم و اوایل قرن بیست و یکم شد.